# Ладмиро, Луи Рене Поль де
Луи Рене Поль де Ладмиро (фр. Louis René Paul de Ladmirault; 17 февраля 1808 — 1 февраля 1898) — французский генерал и политический деятель.

## Биография
Луи Рене Поль де Ладмиро родился 17 февраля 1808 года в Монморийоне. Выпускник Сен-Сира.
Более 20 лет служил в Алжире, где принимал деятельное участие в кампаниях против местных племен.
В 1859 году командовал корпусом в Италии, был ранен при Сольферино.
В 1870 году командовал 4-м корпусом, участвовал в обороне Меца. После возвращения из плена, участвовал в подавлении Парижской Коммуны.
В 1871—1878 годах был губернатором Парижа и членом Верховного военного совета.
В 1876—1891 годах был членом, несколько раз вице-президентом сената Франции, принадлежал к умеренным республиканцам.
Луи Рене Поль де Ладмиро умер 1 февраля 1898 года.